# Jules Weitz

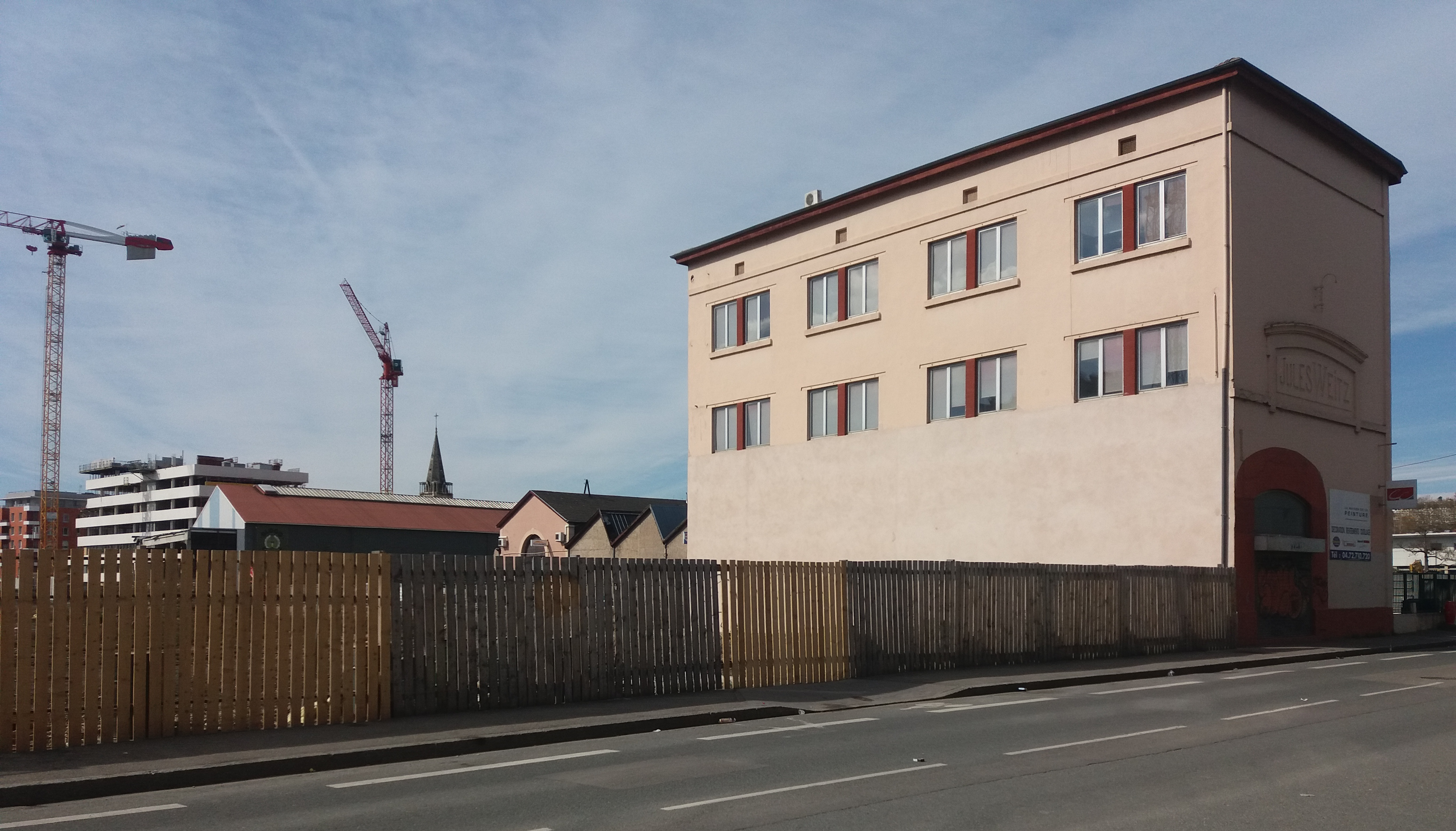
Bürogebäude von Jules Weitz in der Rue Crépet, Lyon

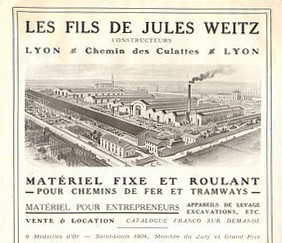
Die Söhne von Jules Weitz produzierten am Chemin des Culattes in Lyon Gleise und Schienenfahrzeuge für Eisenbahnen, Straßenbahnen und Feldbahnen

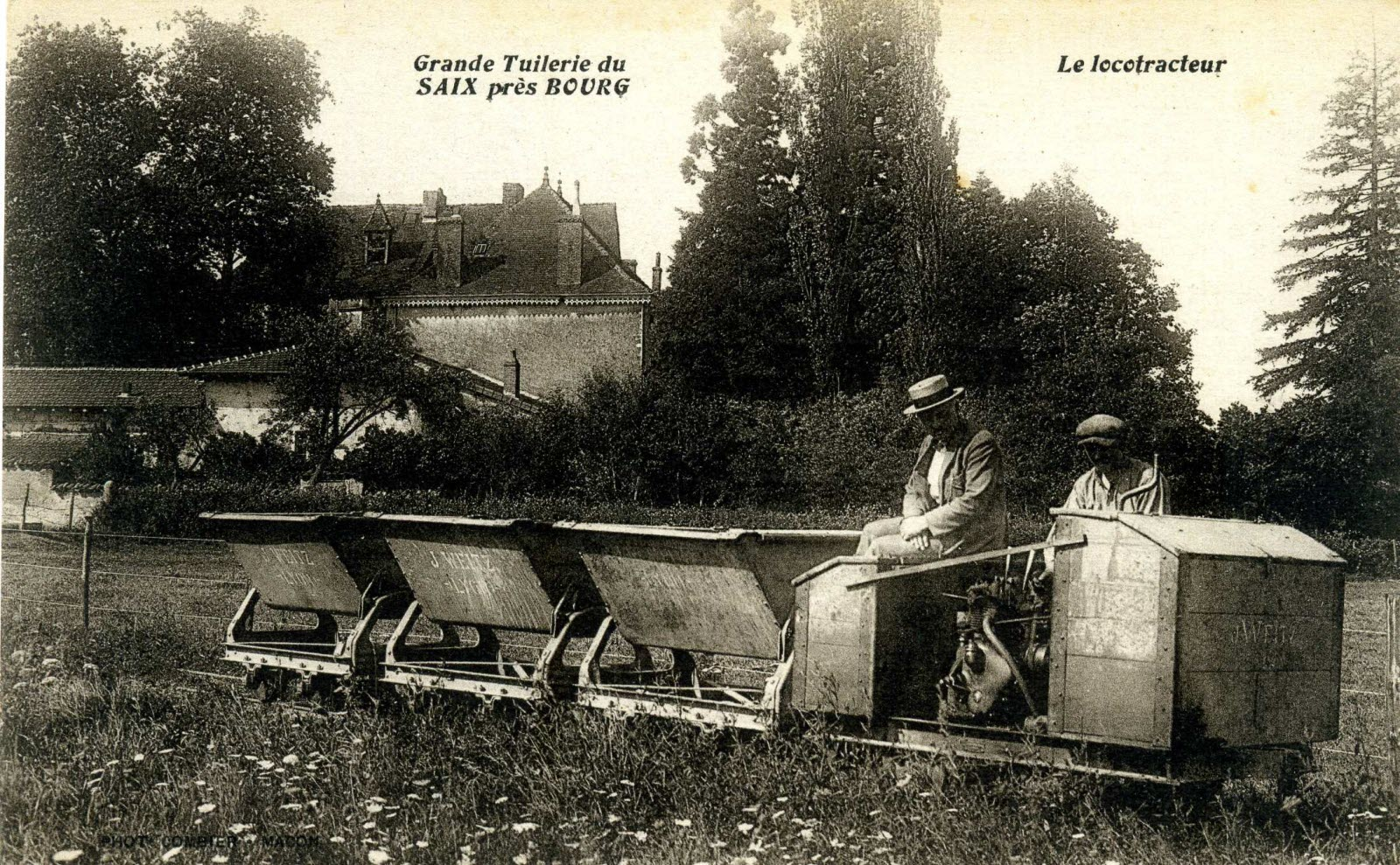
Locotracteur vom Typ France 10 mit Antrieb durch 6 PS Austro-Daimler MA (Motoraggregat) auf der Feldbahn der Ziegelei in Le Saix in Bourg-en-Bresse, um 1920

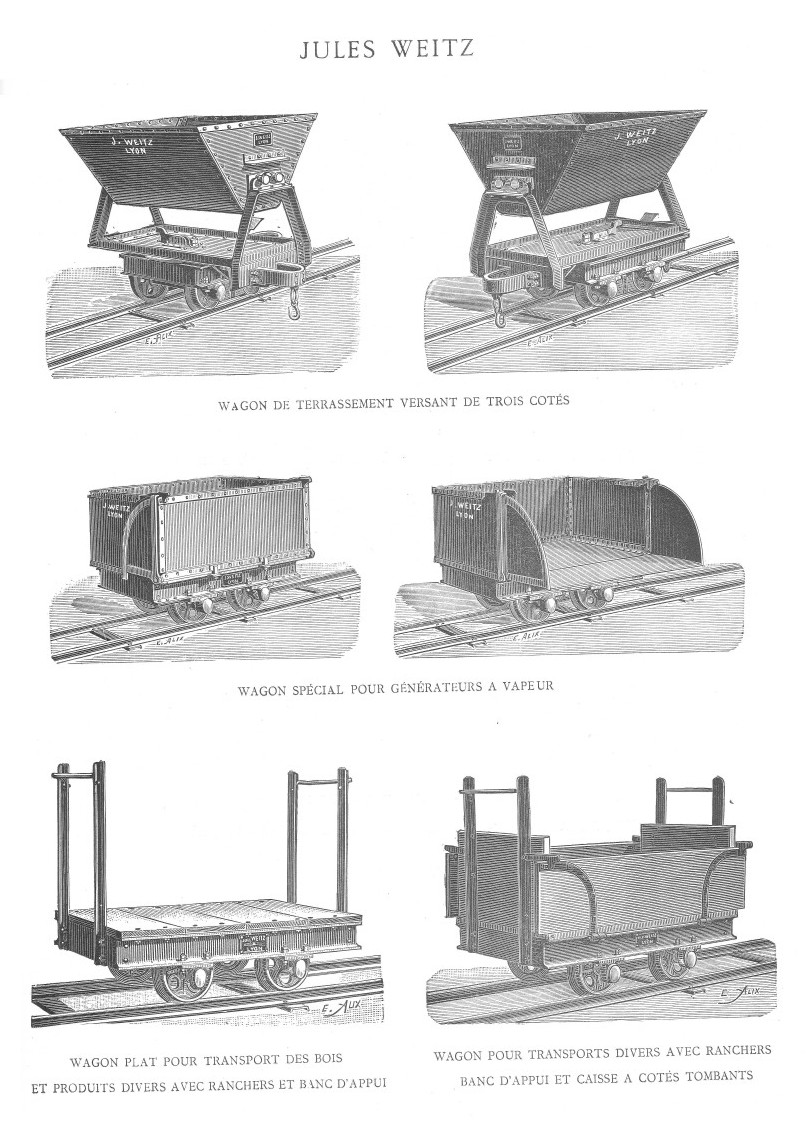
Auszug aus dem Katalog

Jules Weitz (* in Mülhausen; † 1910) war ein französischer Hersteller von Feldbahnen und Baumaschinen.

## Geschichte
Jules Weitz emigrierte nach dem Deutsch-Französischen Krieg von 1870/71 aus dem Elsaß nach Lyon und meldete dort 1883 als Jules Weitz, Constructeur Lyon auf dem Champ Fleuri ein Gewerbe an. Er stellte dort tragbare Gleise, Weichen, Drehscheiben, und Loren für Feldbahnen her sowie Schaufeln, Spitzhacken und Schubkarren.
Das Unternehmen zog 1890 in die Rue des Culattes im Stadtviertel Gerland im 7. Arrondissement von Lyon um und spezialisierte  sich auf die Herstellung von Schmalspur- und Meterspurgleisen sowie Schienenfahrzeugen für Kleinbahnen, z. B. für die Straßenbahn Hendaye der Société des Voies Ferrées Départementales du Midi. Es lieferte aber auch Gleise für Werksbahnen, unter anderem die Waffenfabrik Saint-Etienne, den Artilleriepark La Mouche, die Gießereien von Bourges und die Gillet-Fabriken.
Nach dem Tod von Jules Weitz 1910 übernahmen seine Söhne die Geschäftsführung und fokussierten sich am Chemin de Culattes auf die Herstellung von Zement- und Betonmischern, Schaufelbaggern und Kränen sowie von anderen Bau- und Erdbewegungsmaschinen.
In den 1920er und 1930er Jahren lieferte das Unternehmen unter dem Namen  C.A.C.L. J. Weitz Lyon (Chantier et Ateliers de Construction de Lyon)  einige im Ausland hergestellte Motorlokomotiven, z. B. 1926 eine 6-PS-DIEMA-Lok für die Kayes–Niger-Bahn. 1933 wurde der aus Deutschland emigrierte Arthur Loeb als Konstrukteur angestellt, der zuvor bei Wolffkran in Heilbronn gearbeitet hatte. Daraufhin wurden erfolgreich mobile und fest installierte Laufkatzenkräne entwickelt und hergestellt.
Das Unternehmen wurde 1943 von Paulin Richier übernommen und etablierte die Marke Richier-Weitz. Neben gummibereiften Turmdrehkränen wurden geschweißte Kessel und Lokomotiven hergestellt, z. B. die mit den Initialen von Julius Weitz versehenen Lokomotiven JW 10, JW 15, JW 30 der SNCF. Das Unternehmen schloss sich 1977 zur BPR (Boilot, Pingon & Richier) zusammen, die später von Potain übernommen wurde.